# Acacio Mañé Ela
Acacio Mañé Elá (c.1904 - 1959) és considerat un dels primers líders nacionalistes i independentistes equatoguineans.

## Biografia
Acacio Mañé Ela va néixer en el si de la societat fang de la colònia continental afroespanyola, concretament en el clan Esambira, grup originari, com el clan Esamengón, de la regió situada al sud de Douala a l'estat de Camerun. El 1919 fou admès al Col·legi de la Missió catòlica de Bata. Fou batejat el 1922, i va prendre el nom d'un dels responsables de la Missió catòlica, el pare Acacio Ferraz. Tots dos clans es vincularien cap als anys quaranta, quan un parent d'Acacio Mañé, Amadeo Mangue, es va casar amb una dona del clan veí Esamengón, Isabel Mbang. Natural de Ndjiakom-Esambira, pertanyent al districte de Bata (en l'actual província Litoral), va treballar com a agricultor a la riba nord del riu Campo com a gran part dels fang assentats en l'extrem nord de la regió continental de Guinea Equatorial dels districtes de Bata, Niefang, Mikomeseng i Ebibeyín respectivament. Va ser membre del Patronat d'Indígenes i un dels líders de l'organització Croada Nacional d'Alliberament de Guinea Equatorial (CNLGE), creada a principi de la dècada de 1950, si bé algunes fonts proposen com a data de la seva creació 1947 o 1948. Va mantenir contactes amb els líders tradicionalistes de la seva regió com Jesús Oló Nzó de Ntuba-Esamengón i altres. Mañé va propagar en l'època amb molta energia i persistència les seves idees independentistes, sobretot entre les capes socials més cultes o pròsperes, i personalitats amb influència social, com a mestres auxiliars, administratius, agricultors i catequistas. Alguns dels seus partidaris més coneguts van ser el bubi Marcos Ropo Uri, i els fang Enrique Nvó i Francisco Ondó Michá, un prestigiós catequista que exercia en la missió de Nkue-Efulan.
El 1954, a proposta d'Atanasio Ndongo, la CNLGE va prendre el nom de Moviment Nacional d'Alliberament de Guinea Equatorial (MONALIGE).
Cap visible del MONALIGE a la regió continental, el 28 de novembre de 1959, Mañé va ser detingut a Bata, prop de la Missió Catòlica; traslladat a la caserna de la Marina i després embarcat en un buc que salpava cap a Bioko, però no va arribar a l'illa. Des de llavors es creu que va ser llançat al mar.
Un expedient secret del 28 de novembre de 1959 destinat a la Direcció general de Seguretat el descrivia com el «Secretari i Cap del sector de Bata en el Moviment de tipus nacionalista». Aquest informe també deia que «Segons l'informador del Govern General no s'ha de confiar en els Guàrdies territorials, perquè ha observat que els que parlen amb Acacio al carrer o a qualsevol part, després es disgreguen per successivament transmetre les instruccions i notícies». Sembla que una de les seves últimes accions va ser lliurar «una carta al Ministre camerunès, Assalé per enviar-la a París i d'allà a l'ONU, la qual està relacionada amb la llibertat i independència de Guinea espanyola». En l'informe es descriu que Acacio Mañé preparava el seu exili a Camerun: «fa una col·lecta per al seu viatge al Camerun. Tan aviat es recullin aquests diners sortirà per Ebebeyim, passarà la frontera i ficar-se al Camerun, i utilitzaria com a mot de pas per a coneixement la paraula ‘estrella’. Es va acordar en una de les reunions començar el moviment revolucionari l'any 1960. Sembla que aquest individu té en el seu poder tres pistoles completament noves, i ha demanat a Enrique Nvó que li remeti quatre més costin el que costin; segons el mateix confident aquest individu té un amic al Govern General que li ho diu tot».

## Reconeixement
En la dècada de 1970, el transbordador que unia Bata amb Malabo (Bioko) portava el nom del cap independentista. Actualment, porten el seu nom entre d'altres un dels barris de la ciutat així com carrers i centres d'estudi a altres ciutats. La candidata pel PPGE a alcaldessa de Bata en les eleccions municipals de Guinea Equatorial de 1995, Regina Mañe Ela, va dir en una entrevista que Acacio Mañé i la seva àvia eren parents. El 2006, mitjançant el Decret Presidència nº 100/2006, es va atorgar a títol pòstum la condecoració als màrtirs de la independència nacional a Enrique Nvo Okenve, Acacio Mañé Elá i Salvador Ndong Ekang.